# Amenemhat (tư tế)
Đối với những người có cùng tên gọi, xem Amenemhat.
Amenemhat (hay Amenemhet) là một Đại tư tế của Amun đã phục vụ dưới triều đại của pharaon Amenhotep II thuộc Vương triều thứ 18 trong lịch sử Ai Cập cổ đại. Ông là người kế nhiệm của Đại tư tế Menkheperreseneb II.

## Tiểu sử
Amenemhat là con trai của Djehutyhotep, người được gọi tư tế wab (một tư tế cấp thấp) và "Người giám sát những người thợ làm dép của Amun". Amenemhat được chứng thực bởi các con dấu hình nón được tìm thấy trong ngôi mộ TT97 của ông: một con dấu hiện được giữ bởi Đại học Cao đẳng Luân Đôn (số hiệu UC 37551) và số khác hiện ở tại Bảo tàng Mỹ thuật Metropolitan (New York). Ông còn để lại một bản khắc tóm tắt sự nghiệp của ông ở Gebel el-Silsila.
Amenemhat là chủ nhân của ngôi mộ TT97 ở Kurna, gần Thebes.